# 加波山
加波山（かばさん）は、茨城県桜川市と同石岡市との境に位置する標高709mの山である。北から御嶽山、雨引山、燕山、加波山、丸山、足尾山、きのこ山、弁天山、筑波山の順に連なる筑波連山北部の山の一つである。

## 概要
筑波連山の中では、877mの筑波山に次いで標高が高い。古くは、神母山、神場山、神庭山などともいわれていた。天狗の山としても知られており、三角点のある標高709mの山頂には加波山神社本宮の本殿が鎮座している。

## 信仰
加波山は、筑波山や足尾山と並んで古来より山岳信仰の対象となっており、霊場である山中には社や祠が数多く点在し、737の神々が祀られている。霊石とされる巨岩や奇岩も数多い。現在信仰の中心となっているのは、日本武尊の東征の際に創建されたといわれる加波山神社である。現在は3社で構成され、本宮、中宮、親宮がこれにあたる。山頂付近には本宮、中宮、親宮の本殿と拝殿がそれぞれ独立して鎮座し、祭礼も別々に行われている。また西麓の桜川市長岡には本宮・親宮の里宮が、東麓の石岡市大塚には中宮の里宮がある。更に平成16年（2004年）には西麓の桜川市長岡にも中宮の里宮が建立された。
山頂や西麓の桜川市長岡には、同じ「加波山神社」を社号とする3社の社殿が近接して鎮座しているため、混乱してしまう登山者や参拝者も多く、それぞれの社殿を間違えて紹介している登山ガイドブックも多い。

## 歴史
加波山は、1884年（明治17年）に加波山事件の舞台になっており、山頂付近には吉田茂が建立した記念碑がある。

## 登山道
登山道は幾つかあるが、西麓の桜川市長岡の加波山神社本宮・親宮の里宮から山頂南側の本宮拝殿を経由して本宮本殿のある山頂に到る本宮路（本宮道）と、同じく桜川市長岡の加波山神社本宮・親宮の里宮から山頂北側の親宮拝殿・本殿を経由して本宮本殿のある山頂に到る親宮路（親宮道）がよく知られている。本宮路と親宮路は3合目の桜坊で分岐する。公共交通によるアクセスとしては、桜川市・つくば市間広域連携バス（ヤマザクラGO）が利用できる。
東麓からは石岡市大塚の加波山神社中宮の里宮から山頂北側の中宮拝殿・本殿を経由して本宮本殿のある山頂に到る中宮路（中宮道）がある。
また、JR水戸線岩瀬駅よりスタートし、御嶽山、雨引山、燕山、加波山、丸山、足尾山、きのこ山の順に筑波連山を縦走する登山者も多く、関東ふれあいの道のコースにもなっている。
山頂近くまでは林道とNTTが管理する私道が続いているため、車で行き短時間で容易に山頂まで登ることも可能であるが、私道の方は未舗装でほとんど整備されておらず、道幅も車一台がやっと通れるほどしかないため、四輪駆動車など馬力のある自動車で登ることが望ましい。山頂駐車場は、山頂南側の本宮拝殿下と北側の中宮・親宮拝殿下にある。

## 周辺
加波山周辺は花崗岩（御影石）の産地である。特に加波山西側の中腹には山様が変わるほどの多くの採石場（石切場）があり、西麓の桜川市（旧真壁町）は石材の町として全国的に知られている。
加波山東麓の石岡市旧八郷町地区は葉たばこの産地である。そのため山頂近くにはたばこ神社（中宮摂社）も建立されている。

## その他
- 山頂付近では稜線の登山道に沿って加波山神社の本宮、中宮、親宮、たばこ神社などの社殿が鎮座している。
- 山頂付近の一部登山道は勾配が急で岩が多く柵もないため滑落の危険性があり、また携帯電話の電波も圏外になるため、登山の際は注意が必要である。
- 北側から登ると、本宮本殿が鎮座する頂上の手前に、中宮本殿が鎮座するピークがある。この中宮本殿が鎮座するピークは、展望も開けており、三角点のような石柱もあることから、ここを山頂と勘違いしてしまう登山者も少なくない。